# Xã Green Creek, Quận Sandusky, Ohio
Xã Green Creek (tiếng Anh: Green Creek Township) là một xã thuộc quận Sandusky, tiểu bang Ohio, Hoa Kỳ. Năm 2010, dân số của xã này là 3.646 người.